# Comuna Nova Kaluha, Velîka Oleksandrivka
Nova Kaluha (în ucraineană Нова Калуга) este o comună în raionul Velîka Oleksandrivka, regiunea Herson, Ucraina, formată din satele Cervona Liudmîlivka, Nova Kaluha (reședința), Nova Kaluha Druha și Vesele.

## Demografie
Componența lingvistică a comunei Nova Kaluha
     Ucraineană (96,71%)
     Rusă (1,81%)
     Română (1,15%)
     Alte limbi (0,16%)
Conform recensământului din 2001, majoritatea populației comunei Nova Kaluha era vorbitoare de ucraineană (96,71%), existând în minoritate și vorbitori de rusă (1,81%) și română (1,15%).